# Чермін (Свентокшиське воєводство)
Чермін (пол. Czermin) — село в Польщі, у гміні Двікози Сандомирського повіту Свентокшиського воєводства.
Населення — 141 особа (2011).
У 1975-1998 роках село належало до Тарнобжезького воєводства.

## Демографія
Демографічна структура на день 31 березня 2011 року:
|          | Загалом | Допрацездатний вік | Працездатний вік | Постпрацездатний вік |
| -------- | ------- | ------------------ | ---------------- | -------------------- |
| Чоловіки | 75      | 15                 | 50               | 10                   |
| Жінки    | 66      | 9                  | 40               | 17                   |
| Разом    | 141     | 24                 | 90               | 27                   |